# فینال جام اتحادیه فوتبال انگلستان ۱۹۹۶
فینال جام اتحادیه فوتبال انگلستان ۱۹۹۶، رقابت پایانی جام اتحادیه فوتبال انگلستان در سال ۱۹۹۶ میلادی است که مابین دو تیم باشگاه فوتبال استون ویلا و باشگاه فوتبال لیدز یونایتد در ورزشگاه ومبلی لندن برگزار شده‌است.
این مسابقه که در تاریخ ۲۴ مارس ۱۹۹۶ انجام شده‌است با نتیجه ۳ بر ۰ به سود تیم باشگاه فوتبال استون ویلا به پایان رسید.